# Metidiocerus
Metidiocerus — род цикадок из отряда Полужесткокрылых.

## Описание
Цикадки длиной около 4-5 мм. Голова спереди округлая, боковой край щёк выпуклый, темя обычно выпуклое. Переднее крыло с 3 субапикальными ячейками. Средние бедра сравнительно широкие. Для СССР указывалось около 8 видов. Иногда синонимом этого рода считается род Stenidiocerus. 
- Metidiocerus crassipes
- Metidiocerus elegans Fl. - от Европы до Дальнего Востока
- Metidiocerus impressifrons
- Metidiocerus rutilans